# ستيفانو لوكاتيللي
ستيفانو لوكاتيللي (بالإيطالية: Stefano Locatelli)‏ هو دراج إيطالي، ولد في 26 فبراير 1989 في بيرغامو في إيطاليا.

## وصلات خارجية
- ستيفانو لوكاتيللي على موقع الاتحاد الدولي للدراجات (الإنجليزية)
- ستيفانو لوكاتيللي على موقع أرشيف الدراجات (الإنجليزية)
- ستيفانو لوكاتيللي على موقع إحصائيات الدراجات الإحترافية (الإنجليزية)
- ستيفانو لوكاتيللي على موقع نسبة الدراجات (الإنجليزية)
- ستيفانو لوكاتيللي على موقع CycleBase (الإنجليزية)